# Clavulinopsis
Clavulinopsis es un género de foraminífero bentónico de la subfamilia Pseudogaudryininae, de la familia Pseudogaudryinidae, de la superfamilia Textularioidea, del suborden Textulariina y del orden Textulariida. Su especie tipo es Clavulinopsis hofkeri. Su rango cronoestratigráfico abarca desde el Campaniense hasta el Maastrichtiense (Cretácico superior).

## Clasificación
Clavulinopsis incluye a las siguientes especies:
- Clavulinopsis hofkeri